# Retta di Eulero

La retta di Eulero è la retta rossa che passa per l'ortocentro (blu), il centro del cerchio dei nove punti (rosso), il baricentro (arancione) e il circocentro (verde).

La Retta di Eulero è la retta passante per l'ortocentro, il baricentro e il circocentro di un triangolo. Il fatto che i tre punti siano allineati è dimostrato dal teorema di Eulero.
Detto {\displaystyle G} il baricentro, {\displaystyle O} il circocentro e {\displaystyle H} l'ortocentro, si ha che {\displaystyle {\overline {OH}}/{\overline {GO}}=3}. Infatti, il baricentro divide il segmento che unisce ortocentro e circocentro in due parti una il doppio dell'altra. Anche il centro della circonferenza che passa per i tre punti medi dei lati del triangolo, detta cerchio dei nove punti, giace sulla retta di Eulero, e divide a metà il segmento che ha per estremi l'ortocentro ed il circocentro del triangolo.